# Театр ляльок на воді
Театр ляльок на воді (в'єт. Múa rối nước) — в'єтнамський вид мистецтва, який виник в селах дельти Червоної річки у XI ст.

### Ляльковий театр на воді
| В'єтнамською | Múa rối nước |
| Тьи-ном      | 𦨂𦇒渃       |

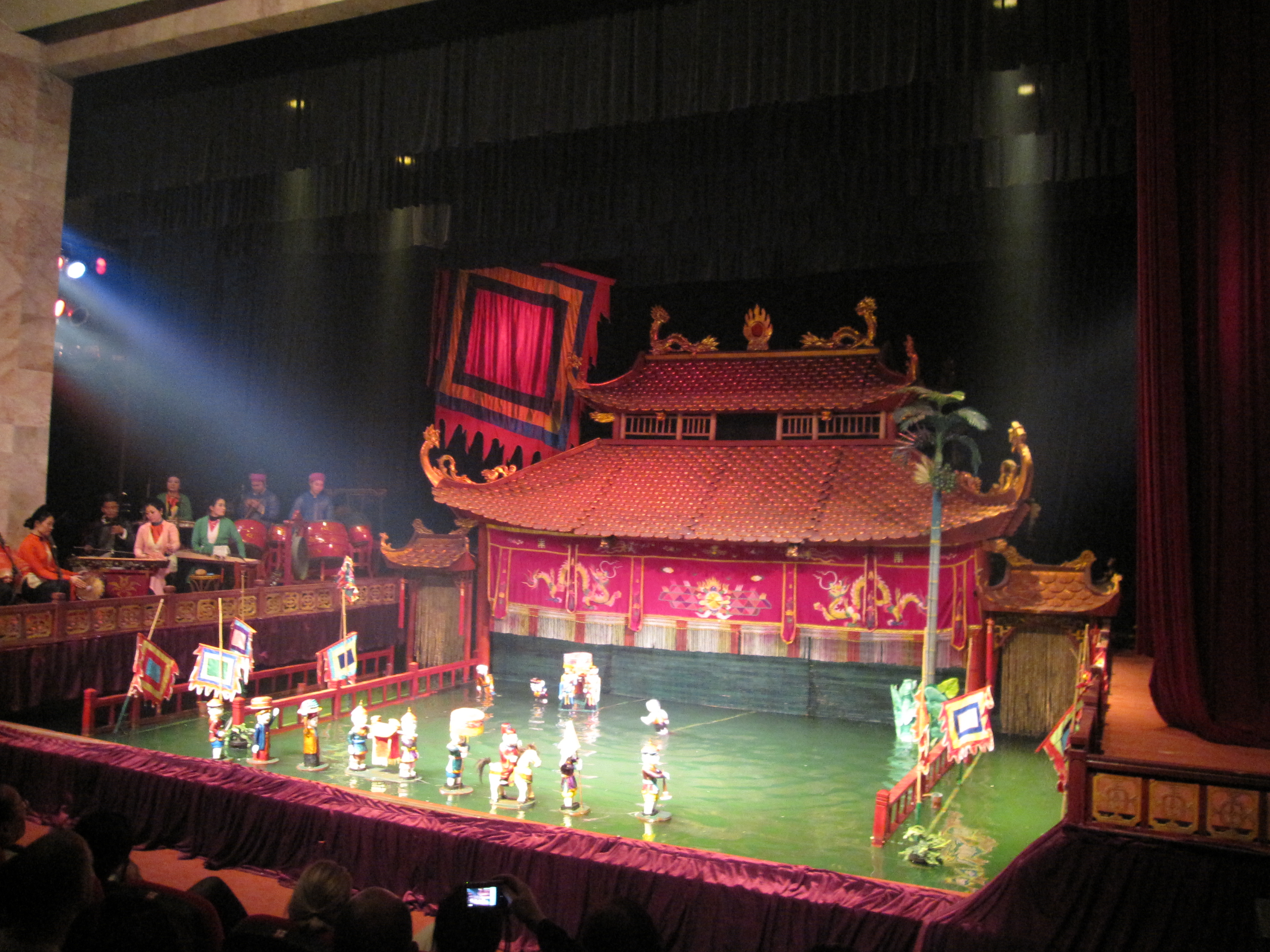
В'єтнамською

Маріонетки виготовляються з дерева і покриваються лаком. Вистави проводяться в басейні по пояс у воді. За допомогою довгого бамбукового шеста лялька підтримується під водою, і, за його допомогою, керується лялькарем, який ховається за ширмою. Таким чином здається, що ляльки рухаються по воді.

## Вистава

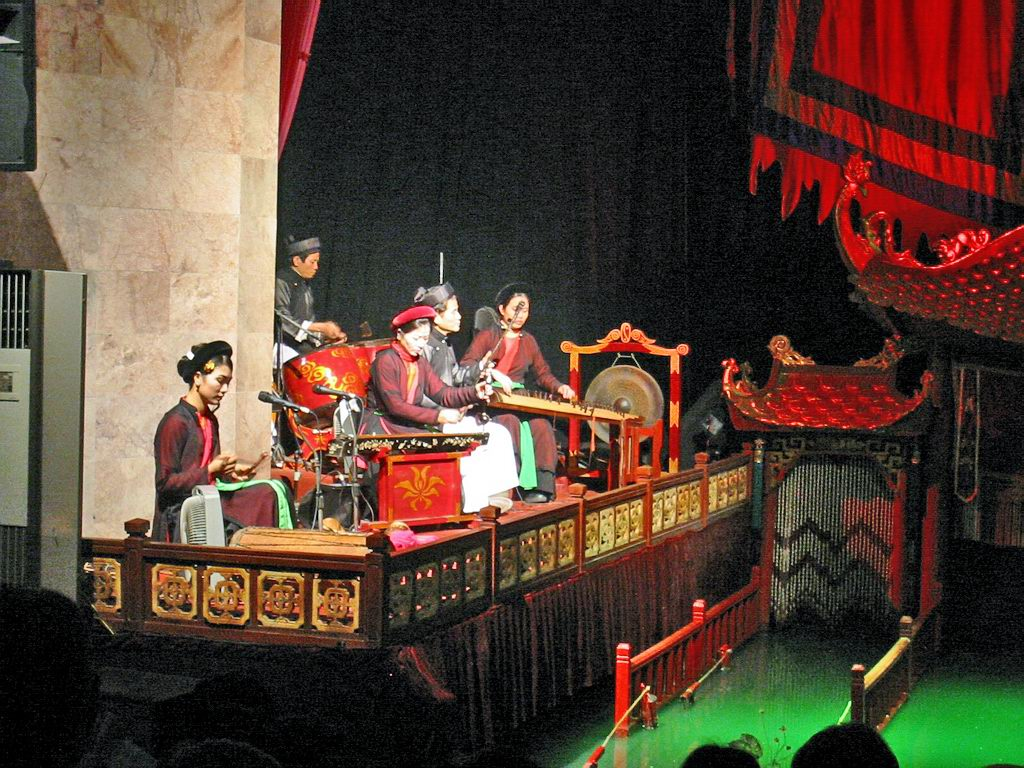
Оркестр супроводжує виставу традиційною музикою та піснями.

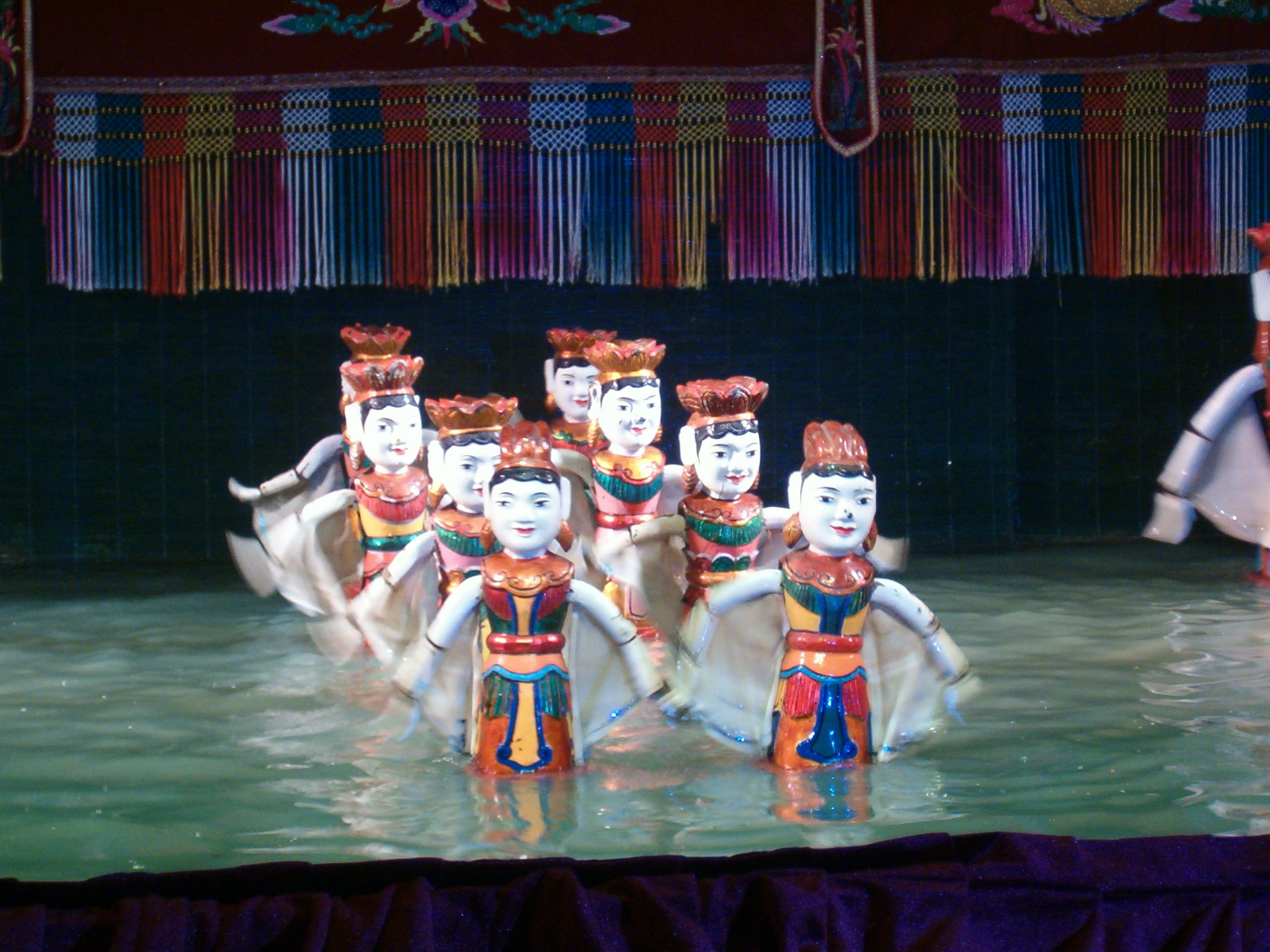
Танець фей (безсмертних)

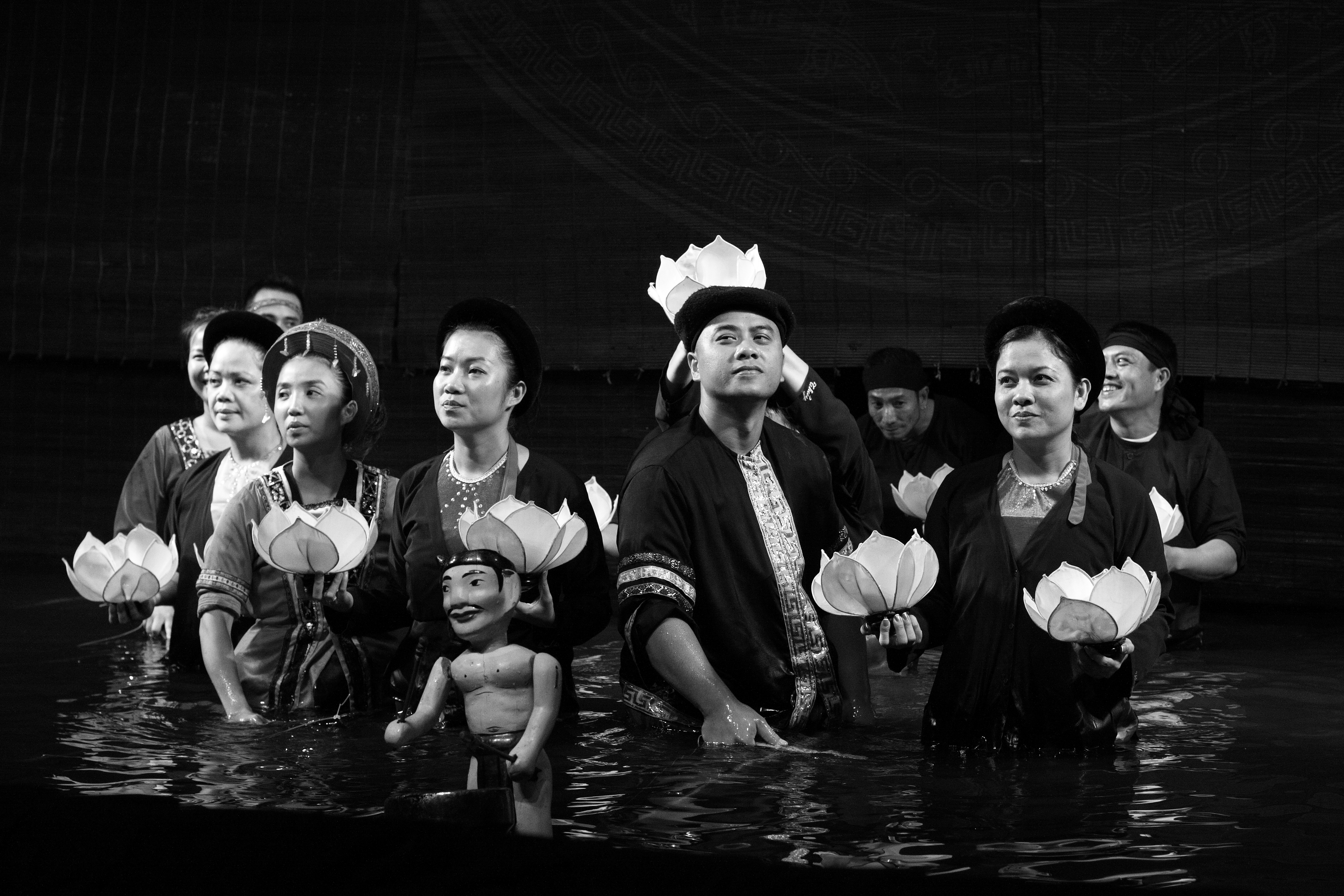
Театру ляльок на воді в Ханої. Кінець вистави, актори представляють себе.

Сучасні вистави проходять в басейні приблизно чотири на чотири метри, а водна поверхня служить сценою. Сьогодні вистава відбувається в одному з трьох форматів: на традиційних ставках у селах, де влаштовано сценічний майданчик; на основі переносних збірних басейнів для гастролей; або в спеціалізованій будівлі, де навколо басейну побудована сцена.
До восьми ляльководів стоять за бамбуковою ширмою, оздобленою у вигляді храмового фасаду, і керують ляльками за допомогою довгих бамбукових шестів і системи мотузок, прихованих під поверхнею води. При цьому самі дерев'яні маріонетки можуть важити до 15 кг.
Рис, основний продукт харчування в'єтнамців, зазвичай вирощують на залитих водою полях. З давніх-давен фестивалі ляльок на воді проводилися просто посеред рисового поля, з альтанкою, щоб сховати ляльководів, які стояли у воді по пояс. Вода діє як театральна сцена та як символічний зв’язок зі збором врожаю, а також приховує маріонеткові мотузки та рухи ляльковода, покращує музичну та голосову акустику, та надає сцені мерехтливе освітлення.

Традиційний в'єтнамський оркестр забезпечує музичний супровід. Інструменти включають вокал, барабани, дерев'яні дзвіночки, тарілки, валторни, монохорд, гонги та бамбукові флейти. Чисті прості ноти бамбукової флейти можуть супроводжувати королівську особу, тоді як барабани й тарілки можуть голосно оголосити про вступ вогнедишного дракона.
Співаки цєо (в'єт. chèo) (вид опери родом із північного В'єтнаму) співають пісні, оповідаючи історію, яку розігрують ляльки. Під час вистави музикант і ляльки взаємодіють — музикант може викрикнути слово застереження маріонетці в небезпеці, або слово підбадьорення персонажу, який його потребує.
Ляльки можуть з'являтися на сцені, виходячи з-за куліс, або виринаючи із каламуті глибин води.
Прожектори та різнокольорові прапори прикрашають сцену та створюють святкову атмосферу.

## Зміст
Тема сценок — сільське життя; також вони мають відсилання до в'єтнамського фольклору — в’єтнамських народних казок, які бабусі та дідусі розповідають своїм онукам. Особливо виділяються історії про жнива, риболовлю та свята.
Також через короткі сценки розповідаються легенди та національна історія. Багато сценок, особливо ті з них, що описують повсякденне життя, часто мають несподівані гумористичні повороти.
Дядечко Теу є частим і популярним персонажем у водному ляльковому театрі. Давньо-в'етнамською «Tễu» означає «сміятися». Він блазень, який дає дотепні коментарі на політичні та соціальні теми, особливо про корупцію чиновників. Він виглядає як усміхнений хлопець, який часто носить лише простий набедреник, що іноді доповнюється розстібнутим жилетом.

## Галерея

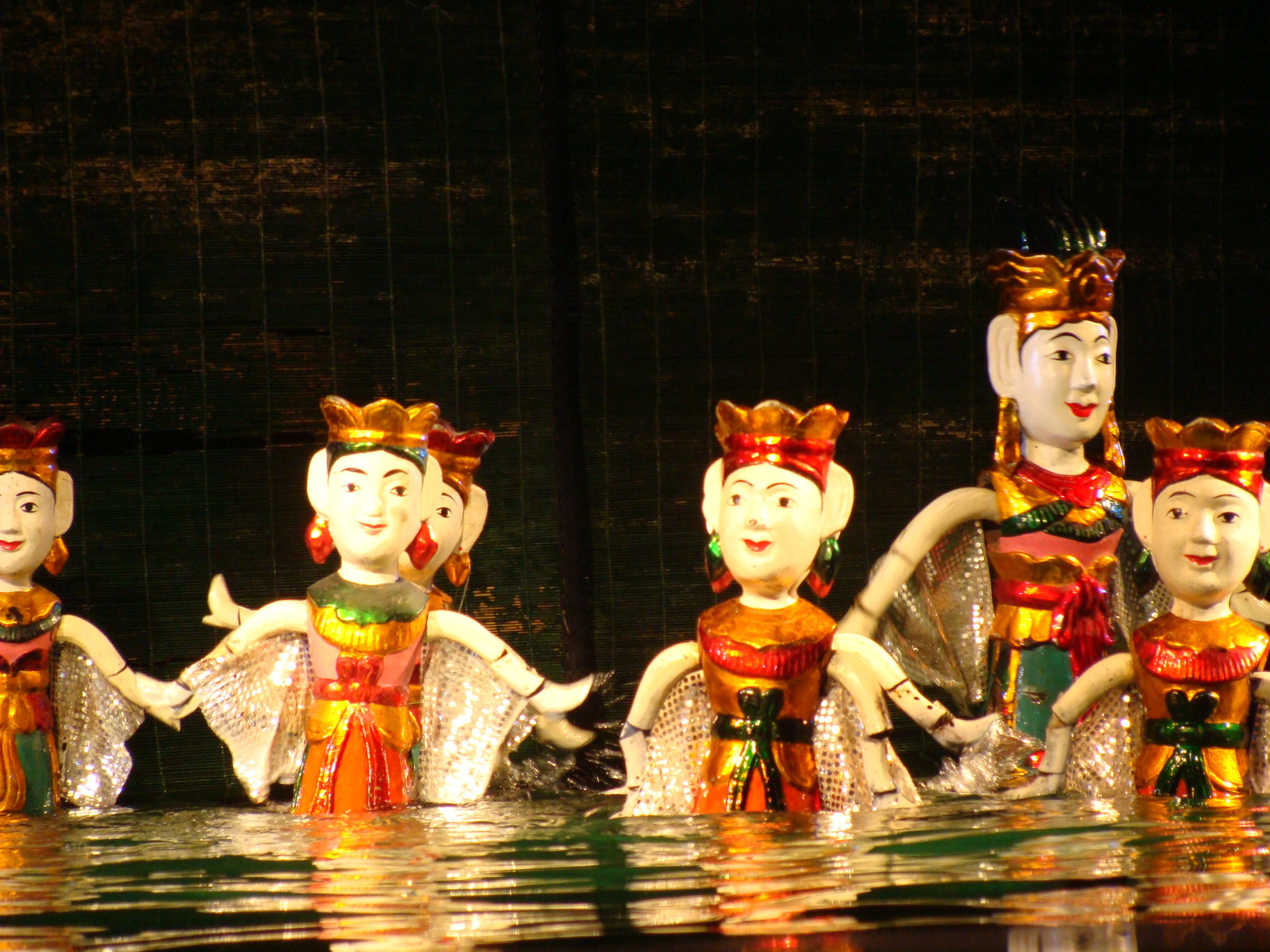
Танець ляльок на воді
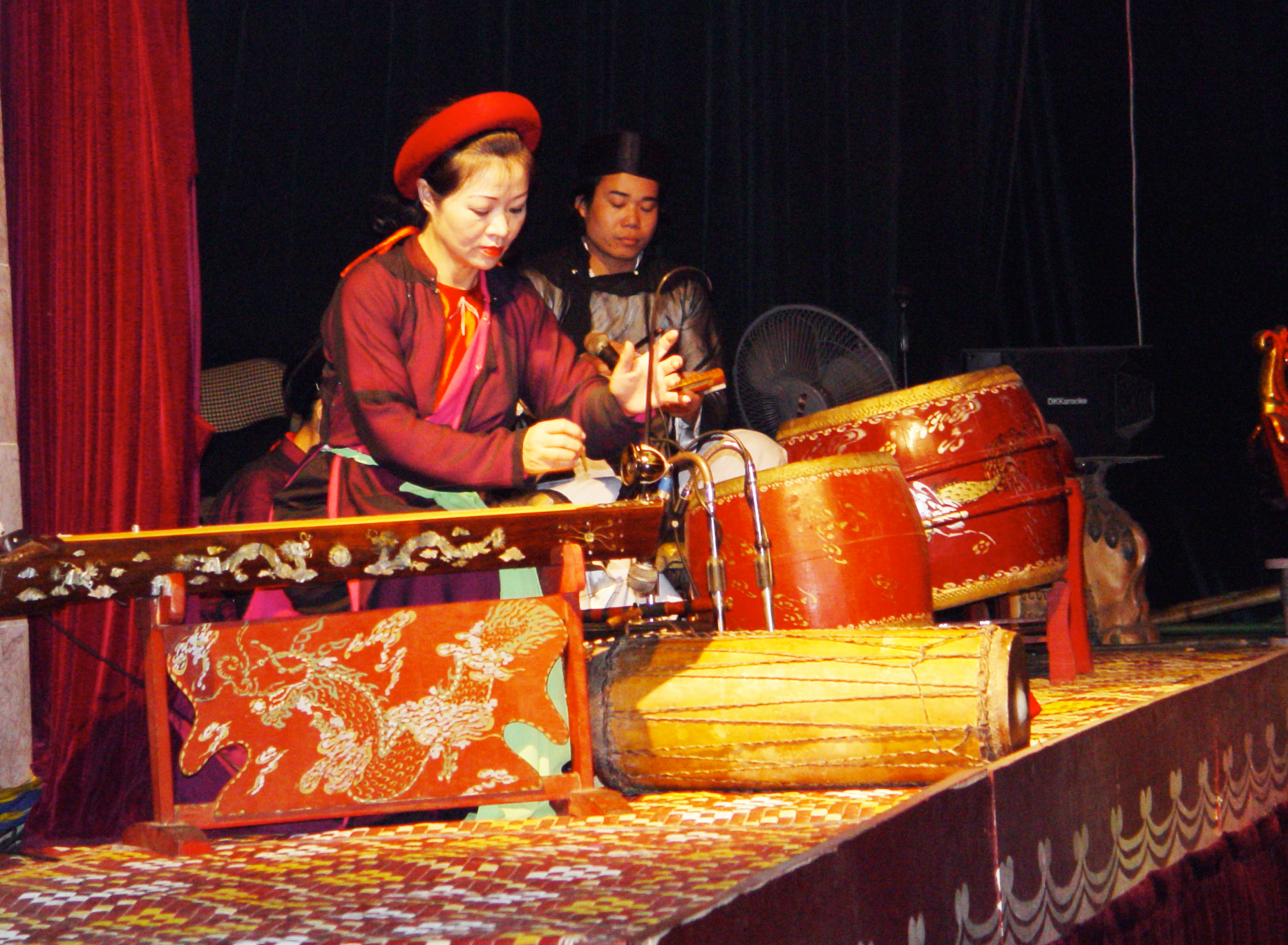
Музикант грає на данбау на виставі, Ханой
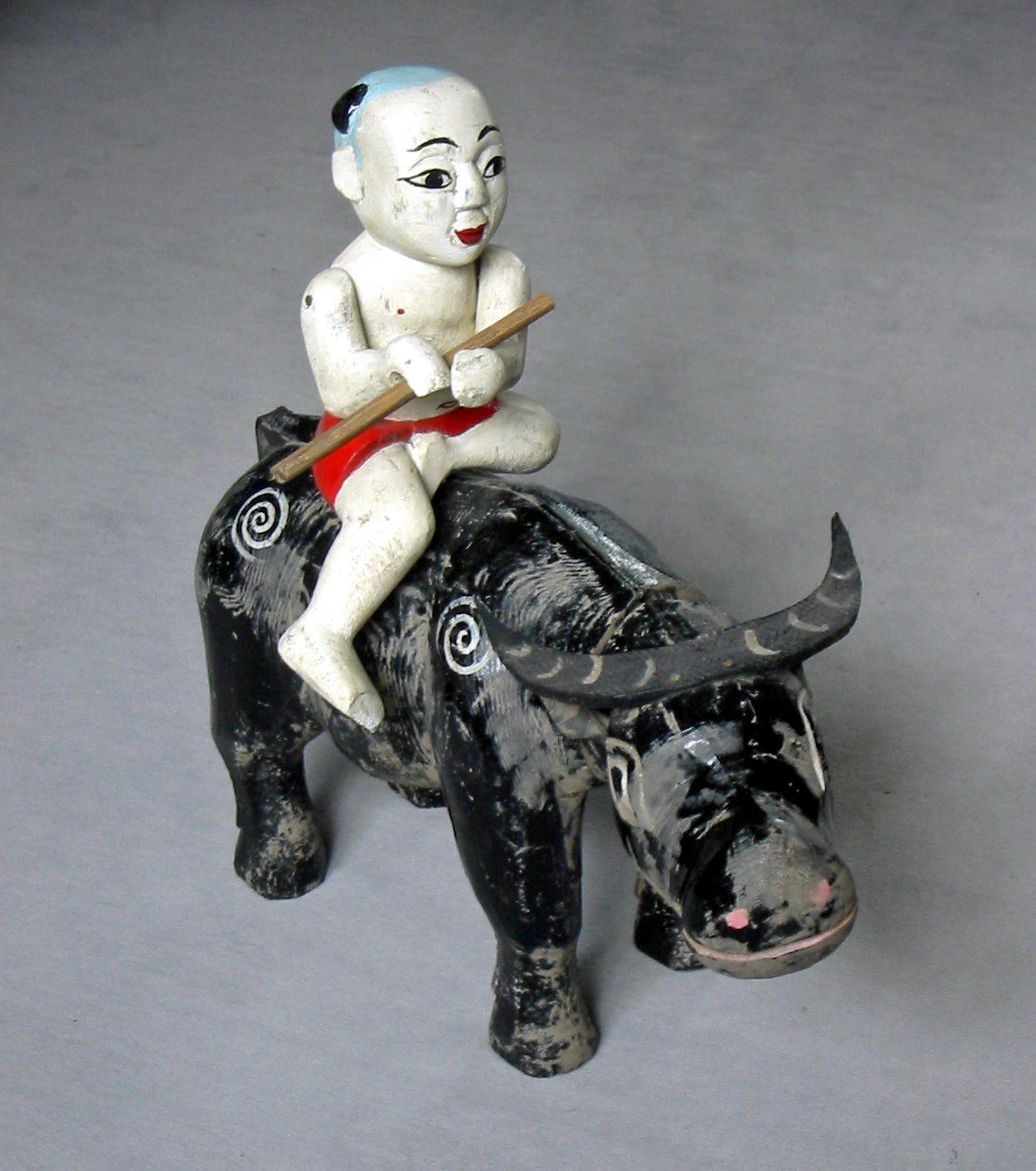
Лялька, що уособлює один зі щаблів приборкання бика в буддизмі[en]
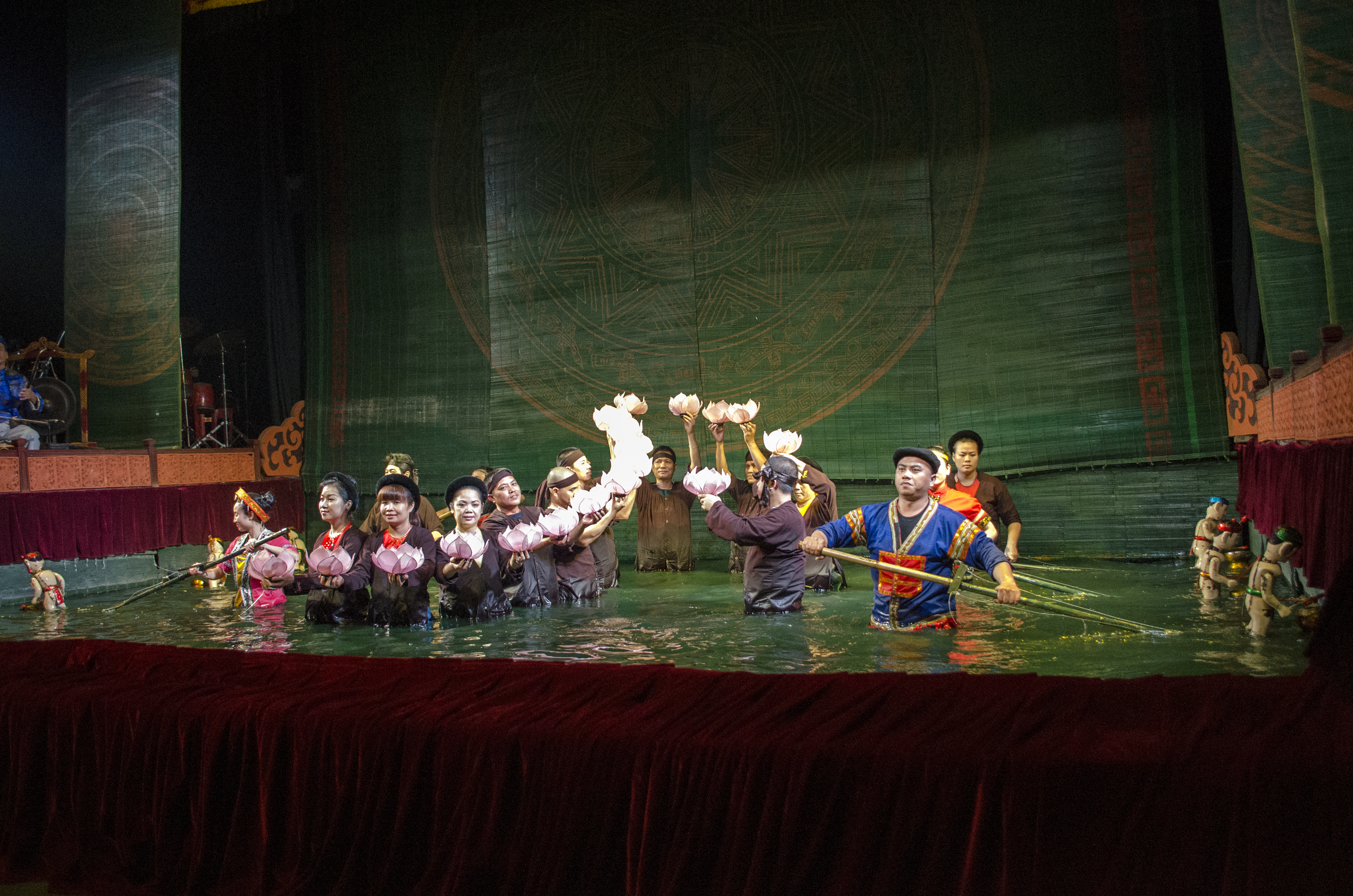
Ляльководи на сцені для заключного акту.
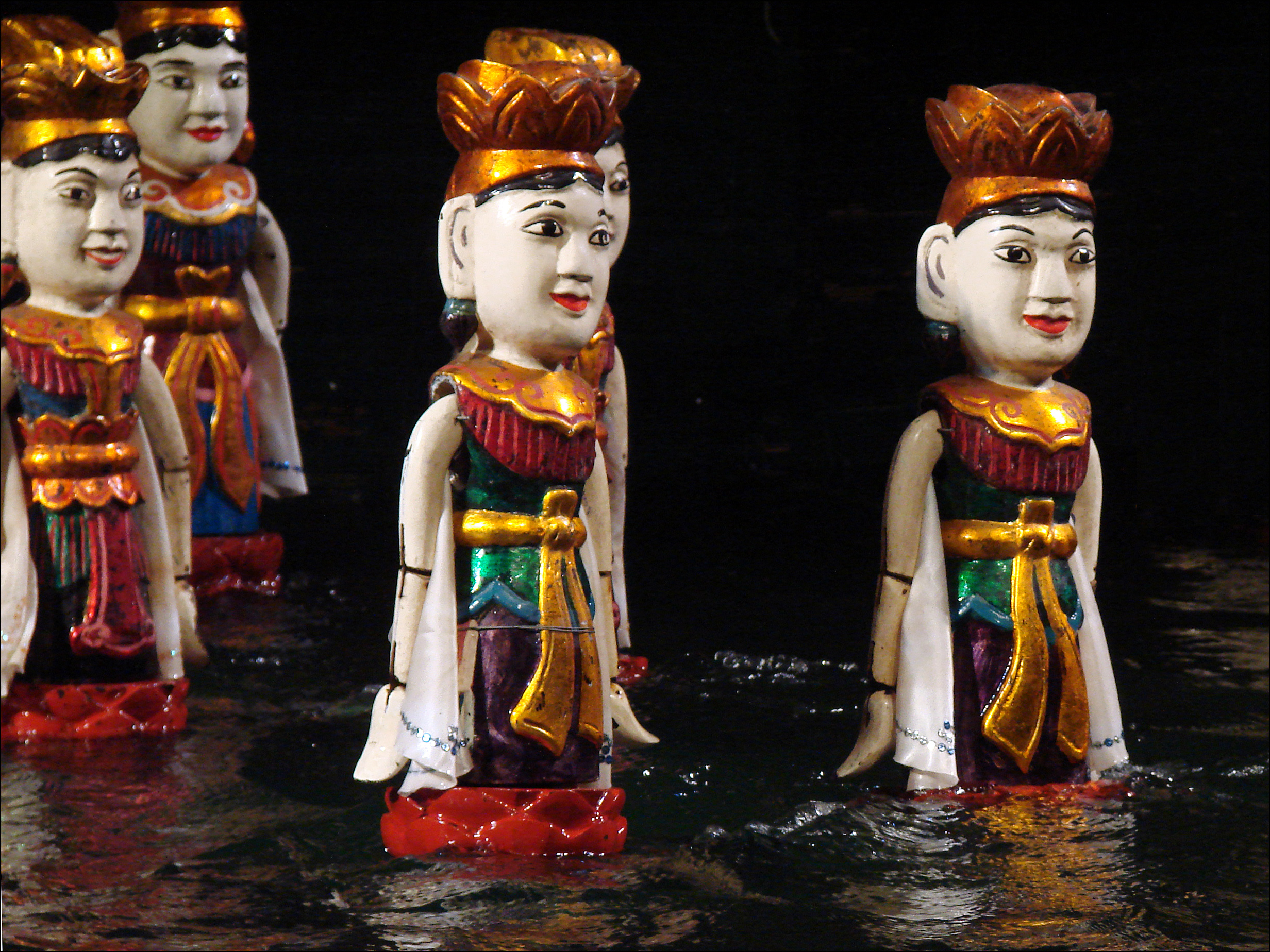
Водні лялькі в театрі Тханглонг, Ханой
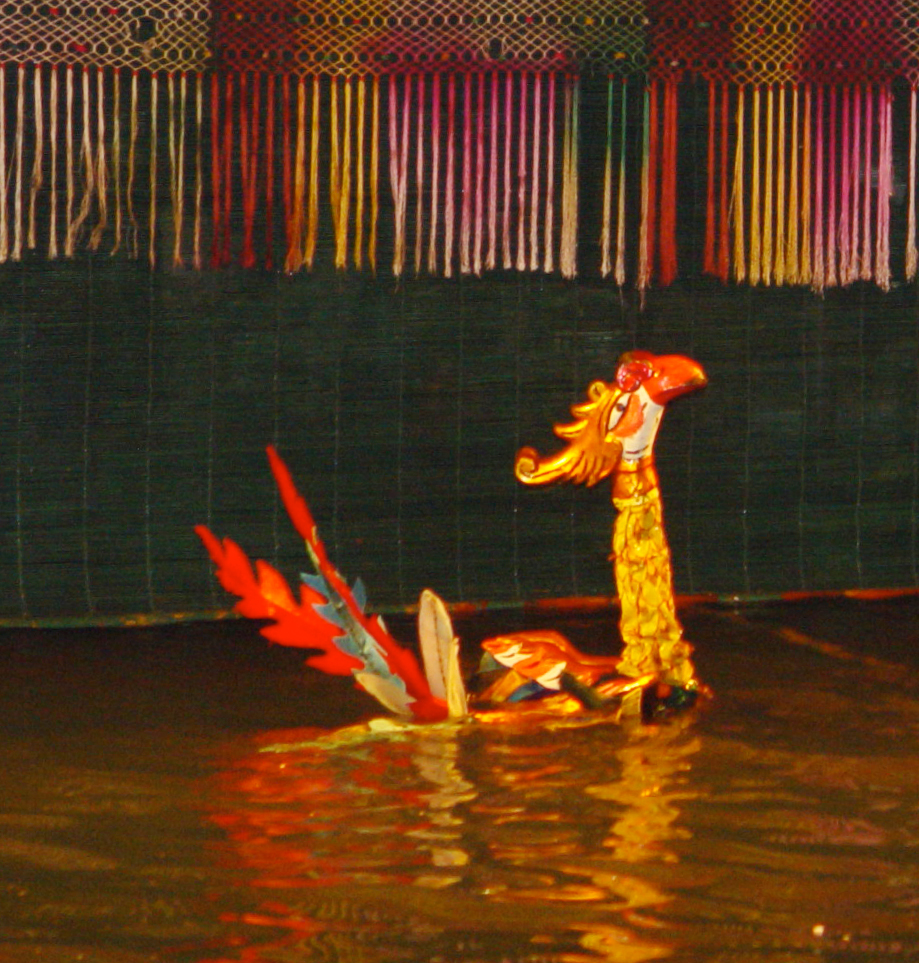
Лялька (фенікс)
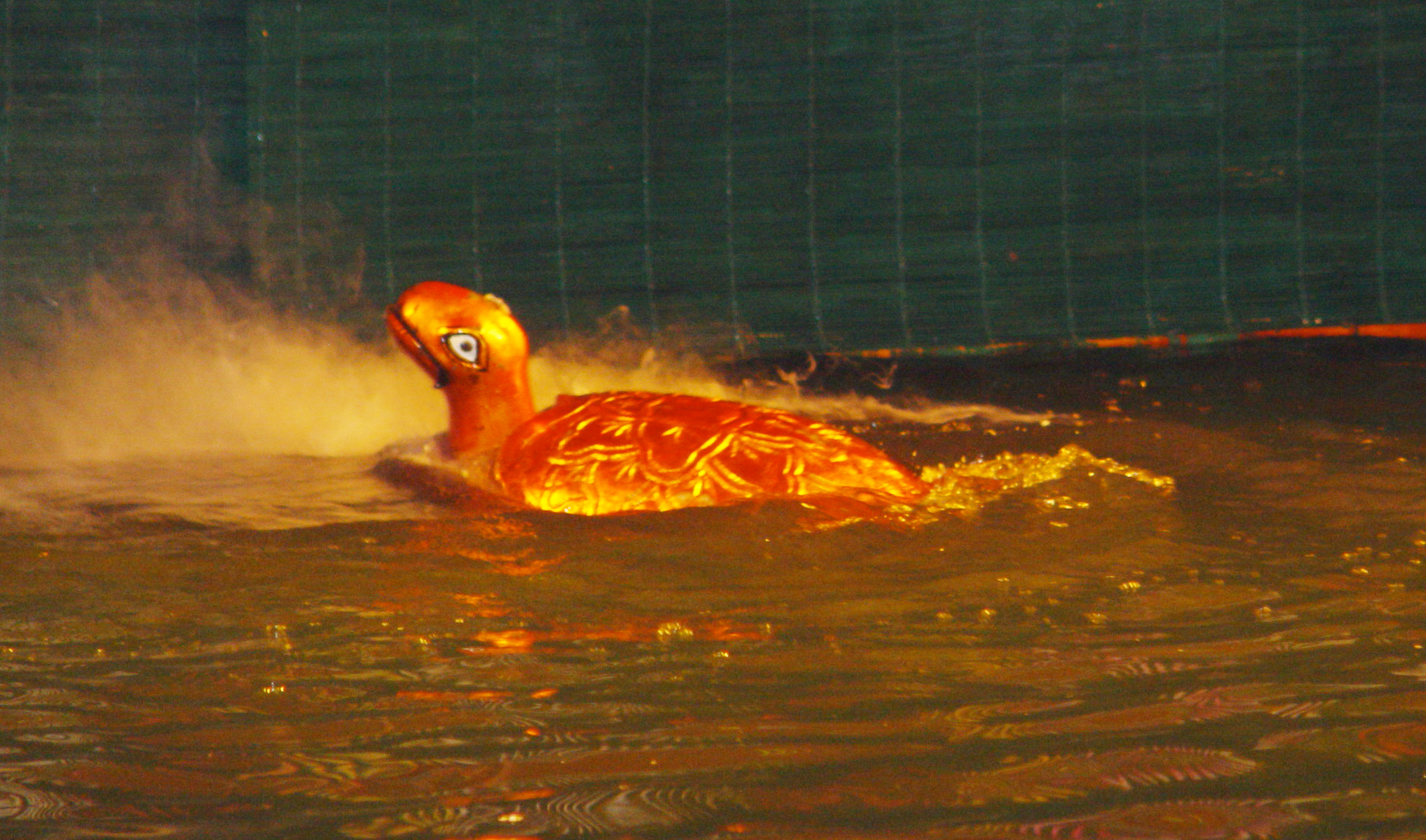
Лялька черепахи
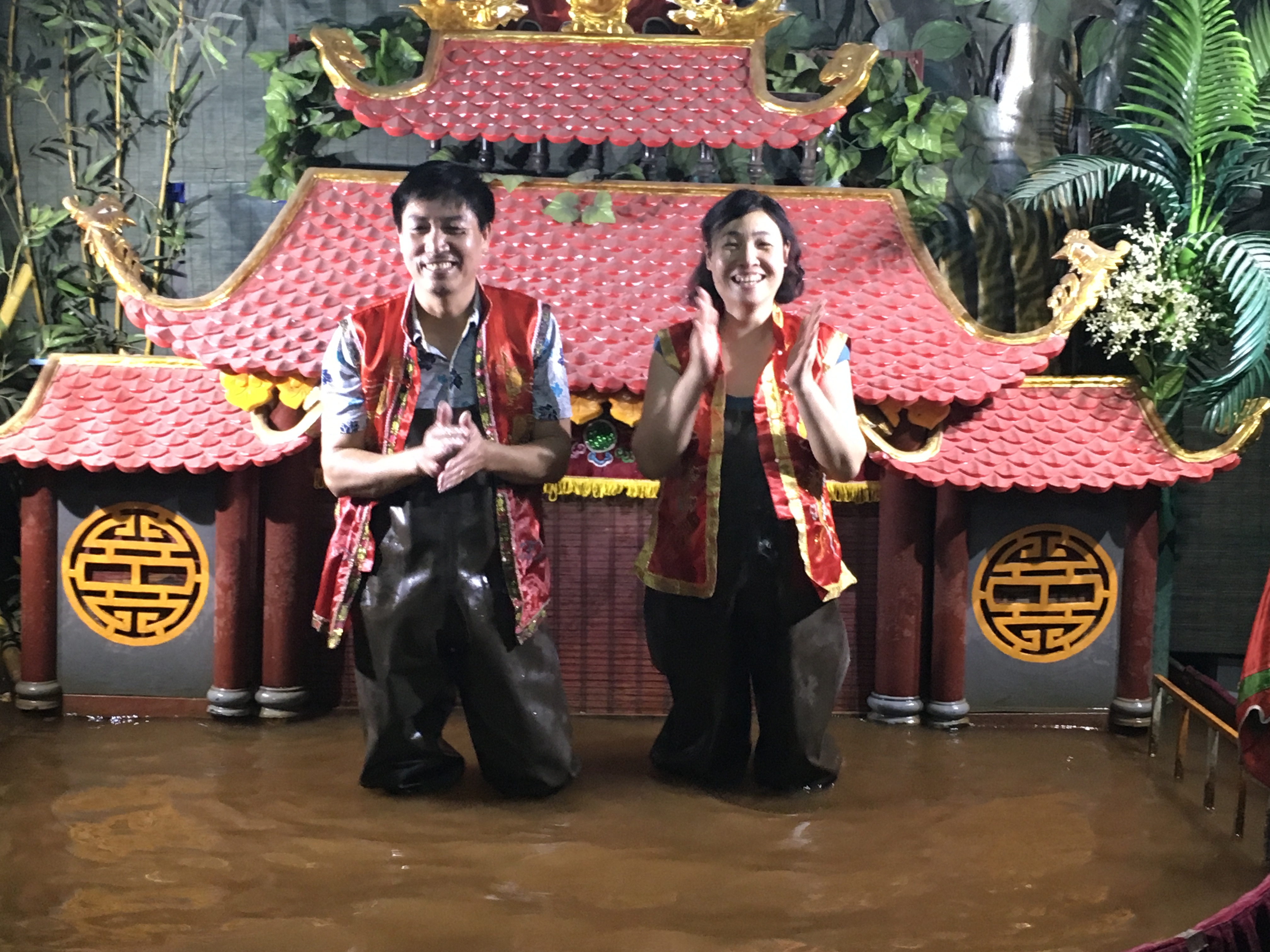
Ляльковод Фан Чань Льєм і його дружина в забродах, Ханой, 2017
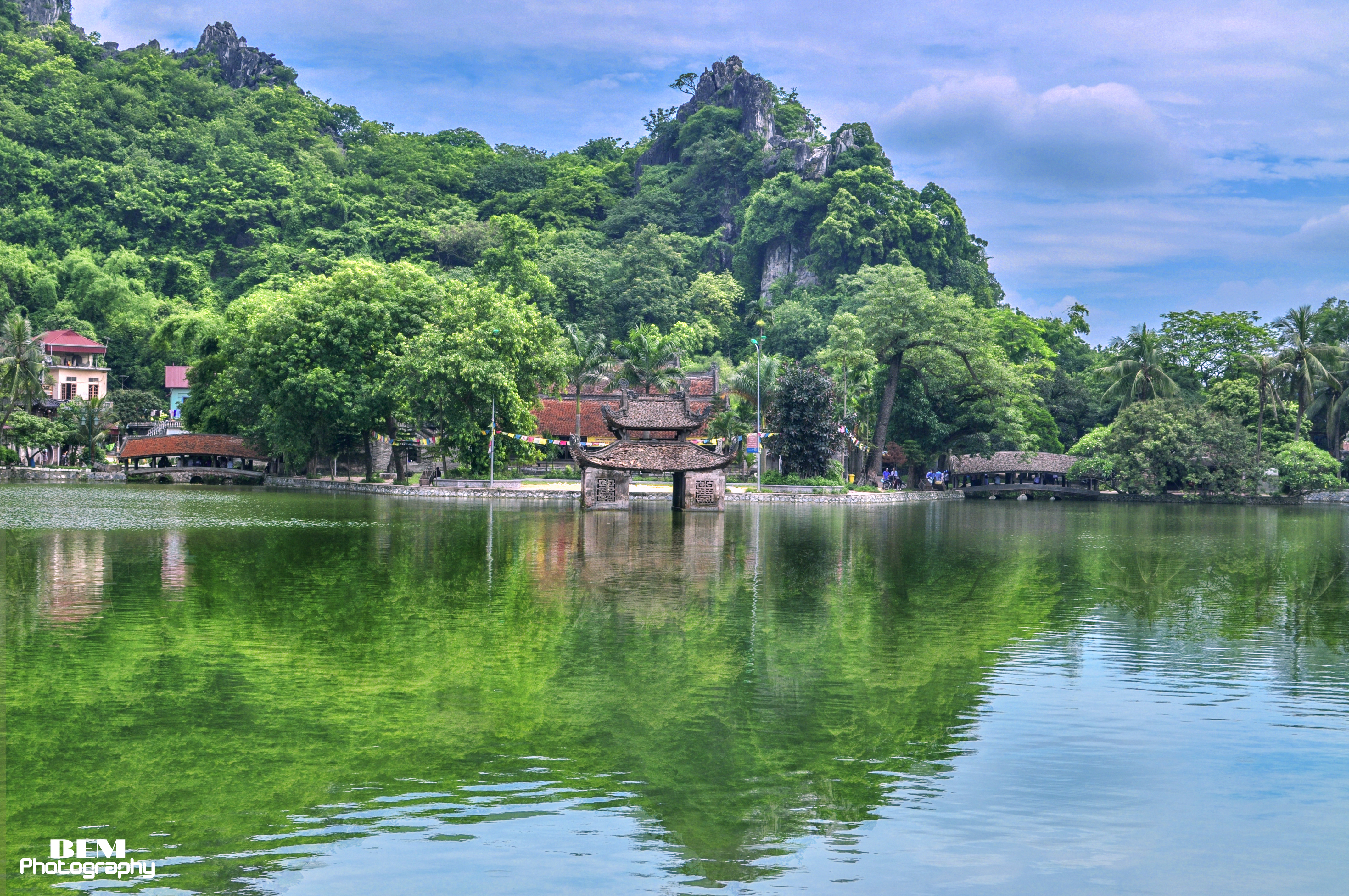
Озерна альтанка для вистав, пагода Тхай, Ханой
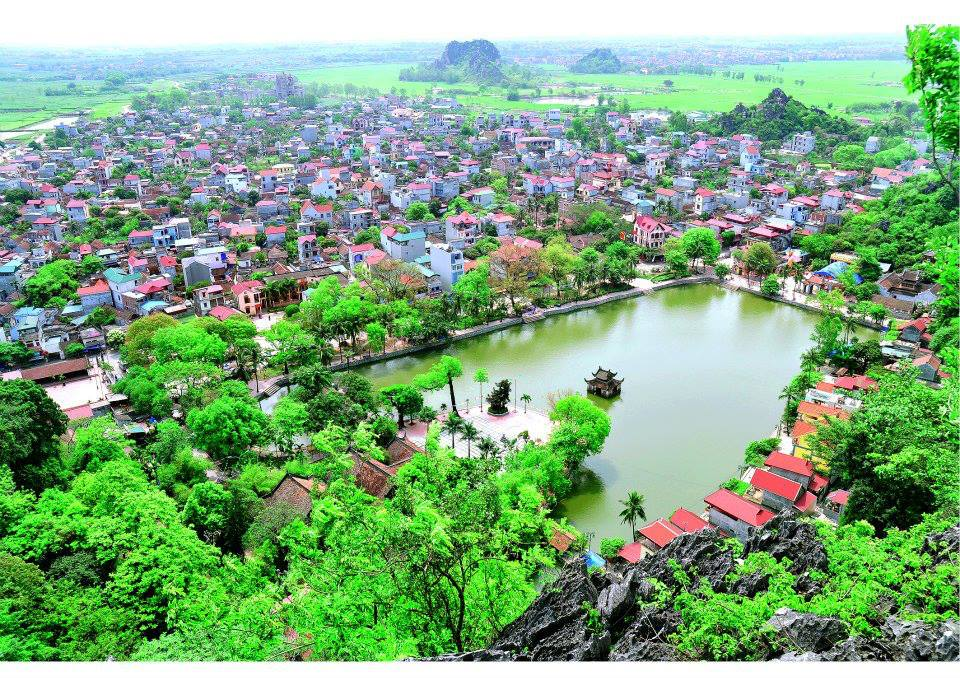
Альтанка для вистав, глядачі спостерігають з майданчика  лівіше. Пагода Тхай, Ханой

## Зовнішні посилання
Вікісховище має мультимедійні дані за темою: Театр ляльок на воді